# Byward Street

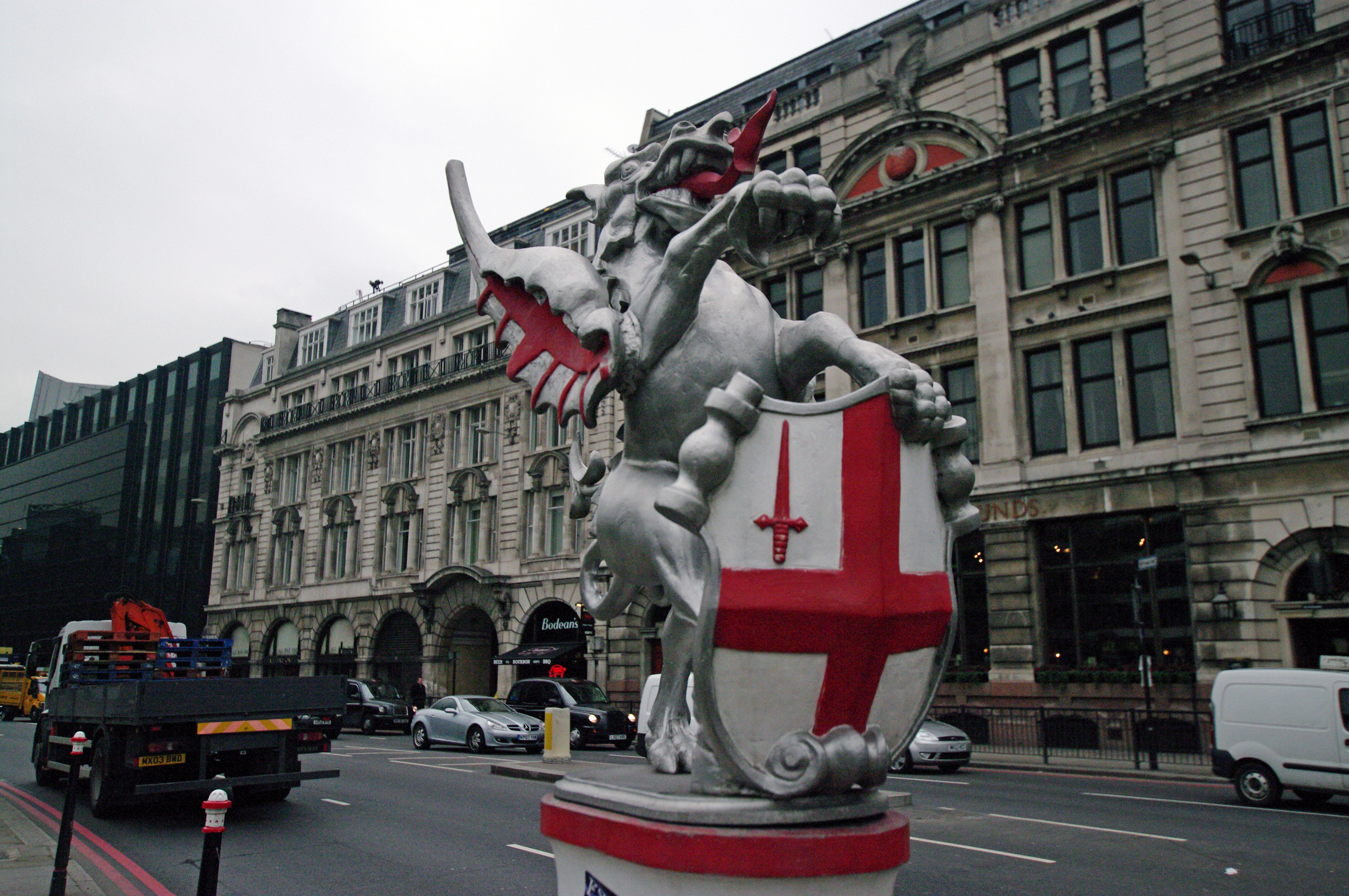
Grenzmarkierung der City of London in der Byward Street.

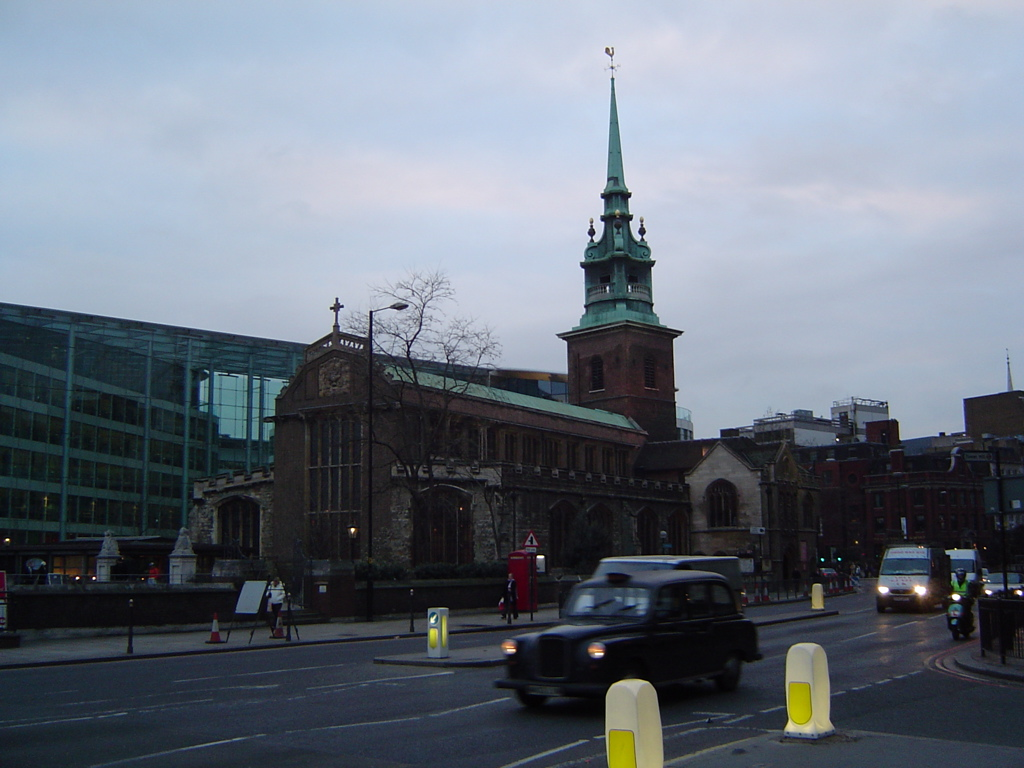
All-Hallows-by-the-Tower an der Byward Street

Die Byward Street ist eine kurze Hauptstraße in der City of London. Die stark befahrene Verlängerung der Lower Thames Street führt nordwestlich des Tower of London an All Hallows-by-the-Tower und an Knollys House vorbei. Benannt ist sie nach dem Byward Tower in der Festungsanlage des Tower of London.
Die Byward Street ist Teil des Londoner Innenstadtrings. Sie liegt auf der Strecke, die den Verkehr aus der City of London zur Tower Bridge führt. Die Byward Street entstand in den Jahren 1882/1883. Sie verband die Great Tower Street mit dem Trinity Square und entstand gleichzeitig mit der Metropolitan Railway und der U-Bahn-Station Tower Hill. Seit den 1960ern ist sie auch mit der Lower Thames Street verbunden und seitdem Teil der stark befahrenen Ost-West-Strecke entlang des Themseufers.
Bei den Olympischen Sommerspielen 2012 in London führte der Marathonkurs der Damen und Herren über die Byward-Street.